# Наречие (диалектология)
 Тази статия е за съвкупността от говори.  За частта на речта вижте Наречие.  
Наречието е социолингвистичен термин за обозначение на най-крупното подразделение на езика обединяващо група говори или даже диалекти, свързани помежду си от общи феномени неизвестни на другите наречия на езика.